# La Sultane (sous-marin)
Pour les autres navires du même nom, voir Sultane (sous-marin).
La Sultane (P1) (ex-HMS Statesman P246) faisait partie des unités sous-marines de Groupe 3 de la classe S construites entre 1941 et 1944 par les Britanniques pour des opérations offensives.
Il avait été prêté à la France en 1951, ainsi que trois autres submersibles (la Sibylle II, le Saphir 3 et la Sirène III. La Marine française les avait affecté au GASM (Groupe d'action sous-marine).

### Sources et bibliographie
- (en) J. J. Colledge et Ben Warlow, Ships of the Royal Navy : The Complete Record of all Fighting Ships of the Royal Navy from the 15thCentury to the Present, Newbury, Casemate, 2010 (1re éd. 1969), 460 p. (ISBN 978-1-935149-07-1 et 1-935-14907-5, OCLC 603386630)
- Claude Huan et Jean Moulin, Les sous-marins français 1945-2000, Rennes, Marines éditions, 16 février 2010, 119 p. (ISBN 978-2-35743-041-9 et 2-35743-041-9, EAN 978-2-35743-041-9), p. 53-54.